# Geocoris flavilineus
Geocoris flavilineus är en insektsart som beskrevs av Carl Stål 1874. Geocoris flavilineus ingår i släktet Geocoris och familjen Geocoridae. Inga underarter finns listade i Catalogue of Life.